# 新川インターチェンジ (京畿道)
新川インターチェンジ（シンチョンインターチェンジ）は大韓民国京畿道始興市にある第二京仁高速道路のインターチェンジである。

## 歴史
- 1994年7月7日 - 開設

## 隣
第二京仁高速道路
(9) 西昌JCT - 南仁川料金所 - (10) 新川IC - (11) 鞍峴JCT